# 正平镇
正平镇，是中华人民共和国江西省赣州市信丰县下辖的一个乡镇级行政单位。

## 行政区划
正平镇下辖以下地区：
正平社区、九渡社区、正平村、坝上村、中坝村、九渡村、芫庙村、梨坑村、石坳村、黄田村、联合村、深坑村、庙下村、共和村、仙济岩村、正坳村、晒禾村、新黄村、潭口村、藤岭村、球狮村和咀头村。